# Division 2 1986/87
Die Division 2 1986/87 war die 48. Austragung der zweithöchsten französischen Fußballliga. Es handelte sich seit 1970 um eine offene Meisterschaft mit Profis und Amateuren. Gespielt wurde vom 8. August 1986 bis zum 23. Mai 1987; von Mitte Dezember bis Mitte Februar gab es eine besonders lange Winterpause.
Zweitligameister wurde Montpellier La Paillade SC.

## Vereine
Teilnahmeberechtigt waren die 28 Vereine, die nach der vorangegangenen Spielzeit weder in die erste Division auf- noch in die dritte Liga (National) oder tiefer abgestiegen waren; dazu kamen zwei Erstligaabsteiger und sechs Aufsteiger aus der National. Diese 36 Teilnehmer spielten in zwei überwiegend nach regionalen Gesichtspunkten eingeteilten Gruppen (eine mit Mannschaften aus dem Norden und Westen sowie eine mit Teams aus dem Süden und Osten).
Somit spielten in dieser Saison folgende Mannschaften um die Meisterschaft der Division 2: Absteiger Aufsteiger
- Gruppe A: US Dunkerque, US Valenciennes-Anzin, SC Abbeville, AS Beauvais-Marissel, Aufsteiger SC Amiens, AS Red Star, Stade Reims, Aufsteiger CO Saint-Dizier, Absteiger Racing Strasbourg, FC Mulhouse, SM Caen, Stade Quimper, EA Guingamp, SCO Angers, FC Tours, US Orléans, Chamois Niort, Aufsteiger AEPB La Roche-sur-Yon
- Gruppe B: FC Limoges, Aufsteiger FC Bourges, FC Montceau, FC Gueugnon, Aufsteiger CS Cuiseaux-Louhans, CO Le Puy, Olympique Lyon, CS Thonon, AS Béziers, FC Sète, Montpellier La Paillade SC, Olympique Alès, Olympique Nîmes, FC Martigues, Istres Sports, AS Cannes, Absteiger SEC Bastia, Aufsteiger Gazélec FCO Ajaccio

Direkt aufstiegsberechtigt waren nur die jeweiligen Gruppenersten. Dazu kam eine Relegation zwischen dem am schlechtesten platzierten Erstligisten, der nicht direkt abstieg, und dem besten, nicht direkt aufstiegsberechtigten Zweitligisten.

## Saisonverlauf
Jede Mannschaft trug gegen jeden Gruppengegner ein Hin- und ein Rückspiel aus, einmal vor eigenem Publikum und einmal auswärts. Es galt die Zwei-Punkte-Regel; bei Punktgleichheit gab die Tordifferenz den Ausschlag für die Platzierung. In Frankreich wird bei der Angabe des Punktverhältnisses ausschließlich die Zahl der Pluspunkte genannt; hier geschieht dies in der in Deutschland zu Zeiten der 2-Punkte-Regel üblichen Notation.
Für beide Division-1-Absteiger Strasbourg und Bastia reichte es nur zu einem Platz im Tabellenmittelfeld; dafür mussten mit Amiens – der SC hatte sich seit Anfang der 1970er zu einer regelrechten „Fahrstuhlmannschaft“ zwischen Division 2 und National entwickelt – und Bourges nur zwei der sechs Vorjahresaufsteiger den sofortigen Weg zurück in die dritte Liga antreten. Dieses Los traf dafür mit Red Star, wenn auch nicht zum ersten Mal in seiner Vereinsgeschichte, einen der ganz großen französischen Traditionsklubs sowie mit der AS Béziers einen Verein, dessen Fußballer seit Ende des Zweiten Weltkriegs der D2 für 40 Spielzeiten angehört hatte und genau wie der in Konkurs gegangenen FC Limoges für mehr als ein Vierteljahrhundert nicht mehr in dieser Liga spielen sollte. Dafür gelang mit Chamois Niort einem anderen Klub aus dem mittleren Westfrankreich sogar der Erstligaaufstieg am Ende seines erst zweiten Jahres auf diesem Niveau.
In den 612 Begegnungen wurden 1.495 Treffer erzielt; das entspricht einem Mittelwert von 2,44 Toren je Spiel. Erfolgreichste Torschützen waren in Gruppe A Zvonko „Tony“ Kurbos aus Mulhouse mit 22 und in Gruppe B Gaspard N’Gouete (Bastia) mit 21 Treffern; die Liga-Torjägerkrone gewann somit Kurbos. Zur folgenden Spielzeit kamen die Absteiger aus der Division 1, FC Sochaux, AS Nancy und Stade Rennes, hinzu; aus der dritthöchsten Liga stiegen Mannschaften direkt auf, nämlich FC Rouen, Entente Melun-Fontainebleau, FC Lorient, SO Châtellerault, CL Dijon und FC Grenoble-Dauphiné.

## Abschlusstabellen

### Gruppe A
| Pl. | Verein                    | Sp. | S  | U  | N  | Tore    | Diff. | Punkte |
| --- | ------------------------- | --- | -- | -- | -- | ------- | ----- | ------ |
| 1.  | Chamois Niort             | 34  | 24 | 7  | 3  | 048:150 | +33   | 55:13  |
| 2.  | SM Caen                   | 34  | 21 | 6  | 7  | 062:300 | +32   | 48:20  |
| 3.  | FC Mulhouse               | 34  | 16 | 14 | 4  | 054:290 | +25   | 46:22  |
| 4.  | Stade Reims               | 34  | 18 | 7  | 9  | 053:340 | +19   | 43:25  |
| 5.  | Stade Quimper             | 34  | 14 | 13 | 7  | 048:360 | +12   | 41:27  |
| 6.  | AS Beauvais-Marissel      | 34  | 15 | 8  | 11 | 047:390 | +8    | 38:30  |
| 7.  | FC Tours                  | 34  | 11 | 13 | 10 | 037:360 | +1    | 35:33  |
| 8.  | US Dunkerque              | 34  | 12 | 9  | 13 | 033:410 | −8    | 33:35  |
| 9.  | Racing Strasbourg (A)     | 34  | 12 | 8  | 14 | 042:400 | +2    | 32:36  |
| 10. | EA Guingamp               | 34  | 10 | 12 | 12 | 048:470 | +1    | 32:36  |
| 11. | US Orléans                | 34  | 11 | 10 | 13 | 033:350 | −2    | 32:36  |
| 12. | SCO Angers                | 34  | 9  | 14 | 11 | 034:410 | −7    | 32:36  |
| 13. | US Valenciennes-Anzin     | 34  | 10 | 11 | 13 | 037:390 | −2    | 31:37  |
| 14. | AEPB La Roche-sur-Yon (N) | 34  | 9  | 11 | 14 | 034:400 | −6    | 29:39  |
| 15. | SC Abbeville              | 34  | 8  | 10 | 16 | 028:440 | −16   | 26:42  |
| 16. | CO Saint-Dizier (N)       | 34  | 6  | 12 | 16 | 034:520 | −18   | 24:44  |
| 17. | SC Amiens (N)             | 34  | 5  | 13 | 16 | 025:560 | −31   | 23:45  |
| 18. | AS Red Star               | 34  | 4  | 4  | 26 | 025:680 | −43   | 12:56  |

Platzierungskriterien: 1. Punkte – 2. Tordifferenz – 3. geschossene Tore

| (A) | Absteiger aus der Division 1 1985/86 |
| (N) | Neuaufsteiger                        |

### Gruppe B
| Pl. | Verein                     | Sp. | S  | U  | N  | Tore    | Diff. | Punkte |
| --- | -------------------------- | --- | -- | -- | -- | ------- | ----- | ------ |
| 1.  | Montpellier La Paillade SC | 34  | 22 | 8  | 4  | 073:250 | +48   | 52:16  |
| 2.  | Olympique Lyon             | 34  | 19 | 10 | 5  | 071:280 | +43   | 48:20  |
| 3.  | AS Cannes                  | 34  | 20 | 5  | 9  | 057:240 | +33   | 45:23  |
| 4.  | Olympique Alès             | 34  | 16 | 11 | 7  | 047:240 | +23   | 43:25  |
| 5.  | SEC Bastia (A)             | 34  | 17 | 7  | 10 | 062:490 | +13   | 41:27  |
| 6.  | Olympique Nîmes            | 34  | 13 | 12 | 9  | 062:450 | +17   | 38:30  |
| 7.  | FC Limoges                 | 34  | 13 | 10 | 11 | 035:340 | +1    | 36:32  |
| 8.  | FC Sète                    | 34  | 13 | 9  | 12 | 040:410 | −1    | 35:33  |
| 9.  | FC Montceau                | 34  | 12 | 10 | 12 | 041:380 | +3    | 34:34  |
| 10. | CS Cuiseaux-Louhans (N)    | 34  | 11 | 12 | 11 | 041:440 | −3    | 34:34  |
| 11. | FC Gueugnon                | 34  | 10 | 13 | 11 | 031:420 | −11   | 33:35  |
| 12. | CO Le Puy                  | 34  | 10 | 10 | 14 | 036:400 | −4    | 30:38  |
| 13. | Gazélec FCO Ajaccio (N)    | 34  | 10 | 9  | 15 | 038:510 | −13   | 29:39  |
| 14. | Istres Sports              | 34  | 9  | 11 | 14 | 033:470 | −14   | 29:39  |
| 15. | FC Martigues               | 34  | 9  | 9  | 16 | 029:410 | −12   | 27:41  |
| 16. | CS Thonon                  | 34  | 7  | 10 | 17 | 027:450 | −18   | 24:44  |
| 17. | FC Bourges (N)             | 34  | 7  | 8  | 19 | 032:600 | −28   | 22:46  |
| 18. | AS Béziers                 | 34  | 2  | 8  | 24 | 018:950 | −77   | 12:56  |

Platzierungskriterien: 1. Punkte – 2. Tordifferenz – 3. geschossene Tore

| (A) | Absteiger aus der Division 1 1985/86 |
| (N) | Neuaufsteiger                        |

## Ermittlung des Meisters
Die beiden Gruppensieger trafen in Hin- und Rückspiel aufeinander, um den diesjährigen Meister der Division 2 zu ermitteln. Dabei setzte Montpellier sich in beiden Begegnungen (3:1 und 1:0) gegen Niort durch und gewann so die diesjährige Zweitligameisterschaft.
| Gruppe A      | Gesamt | Gruppe B                   | Hinspiel | Rückspiel |
| ------------- | ------ | -------------------------- | -------- | --------- |
| Chamois Niort | 1:4    | Montpellier La Paillade SC | 0:1      | 1:3       |

## Relegation
Die Gruppenzweiten und -dritten kämpften in einer zweistufigen Ausscheidung darum, wer von ihnen gegen den Erstliga-18. FC Sochaux um einen weiteren Aufstiegsplatz in die höchste Spielklasse spielen durfte. Zunächst trafen die beiden Gruppenzweiten in einem einzigen Spiel jeweils auf den Dritten der anderen Gruppe; hierbei setzten sich Cannes gegen Caen mit 2:1 sowie Lyon gegen Mulhouse mit 4:3 durch und trafen anschließend – nun wieder in Hin- und Rückspiel – aufeinander. Dabei gewann die Elf von der Côte d’Azur ihr Heimspiel 1:0 und konnte sich in Lyon mit einem 1:1 begnügen.
Danach gewann Sochaux sein Heimspiel mit 1:0, und Cannes siegte vor eigenem Publikum 2:0, so dass Letztere als dritter Zweitdivisionär in die Division 1 aufstieg.
|                              | Ergebnis |                           |
| ---------------------------- | -------- | ------------------------- |
| SM Caen (2. Gruppe A)        | 1:2      | AS Cannes (3. Gruppe B)   |
| Olympique Lyon (2. Gruppe B) | 4:3      | FC Mulhouse (3. Gruppe A) |

| Sieger Spiel 1 | Gesamt | Sieger Spiel 2 | Hinspiel | Rückspiel |
| -------------- | ------ | -------------- | -------- | --------- |
| AS Cannes      | 2:1    | Olympique Lyon | 1:0      | 1:1       |

| Division 1 | Gesamt | Division 2 | Hinspiel | Rückspiel |
| ---------- | ------ | ---------- | -------- | --------- |
| FC Sochaux | 1:2    | AS Cannes  | 1:0      | 0:2       |